# Ехтен (Дренте)
Ехтен (нід. Echten) — село в нідерландській провінції Дренте. Входить до муніципалітету Де-Волден.
Його площа становить 13,94 км², а населення станом на 2021 рік складало 365 осіб.
Перша згадка про населений пункт датується 1181 роком.

## Галерея

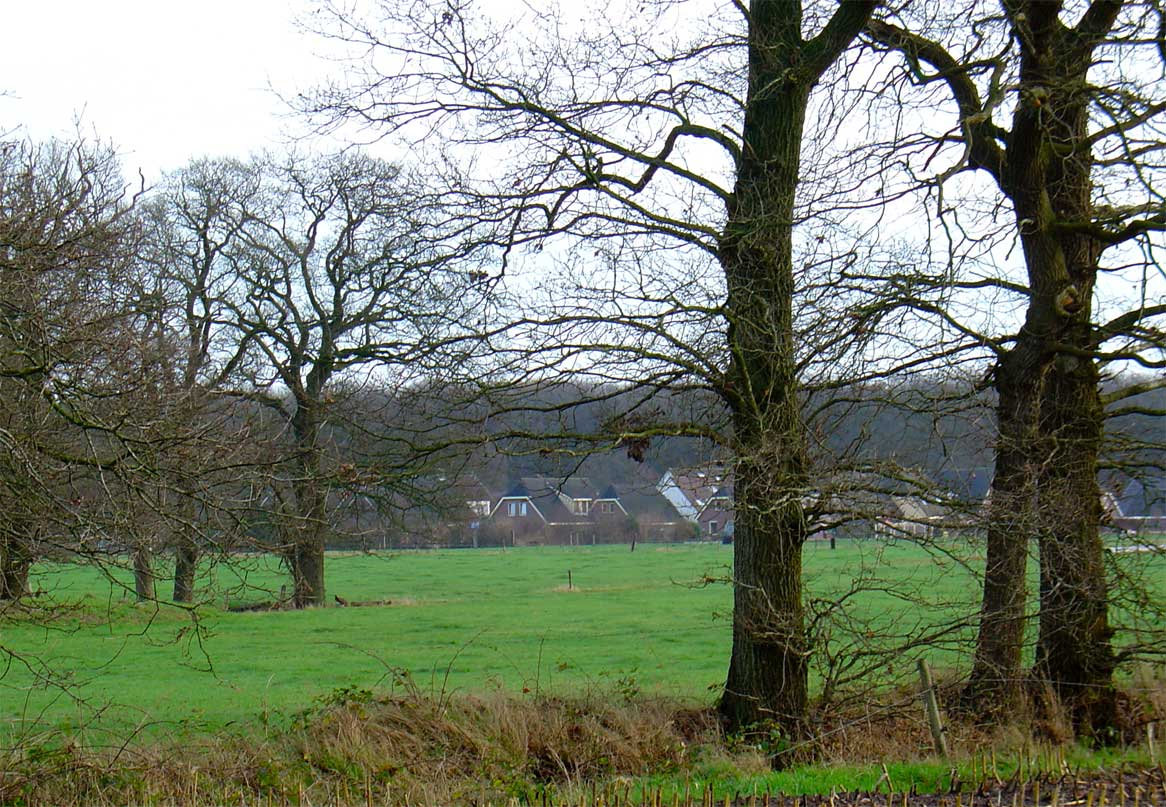
Вид на село
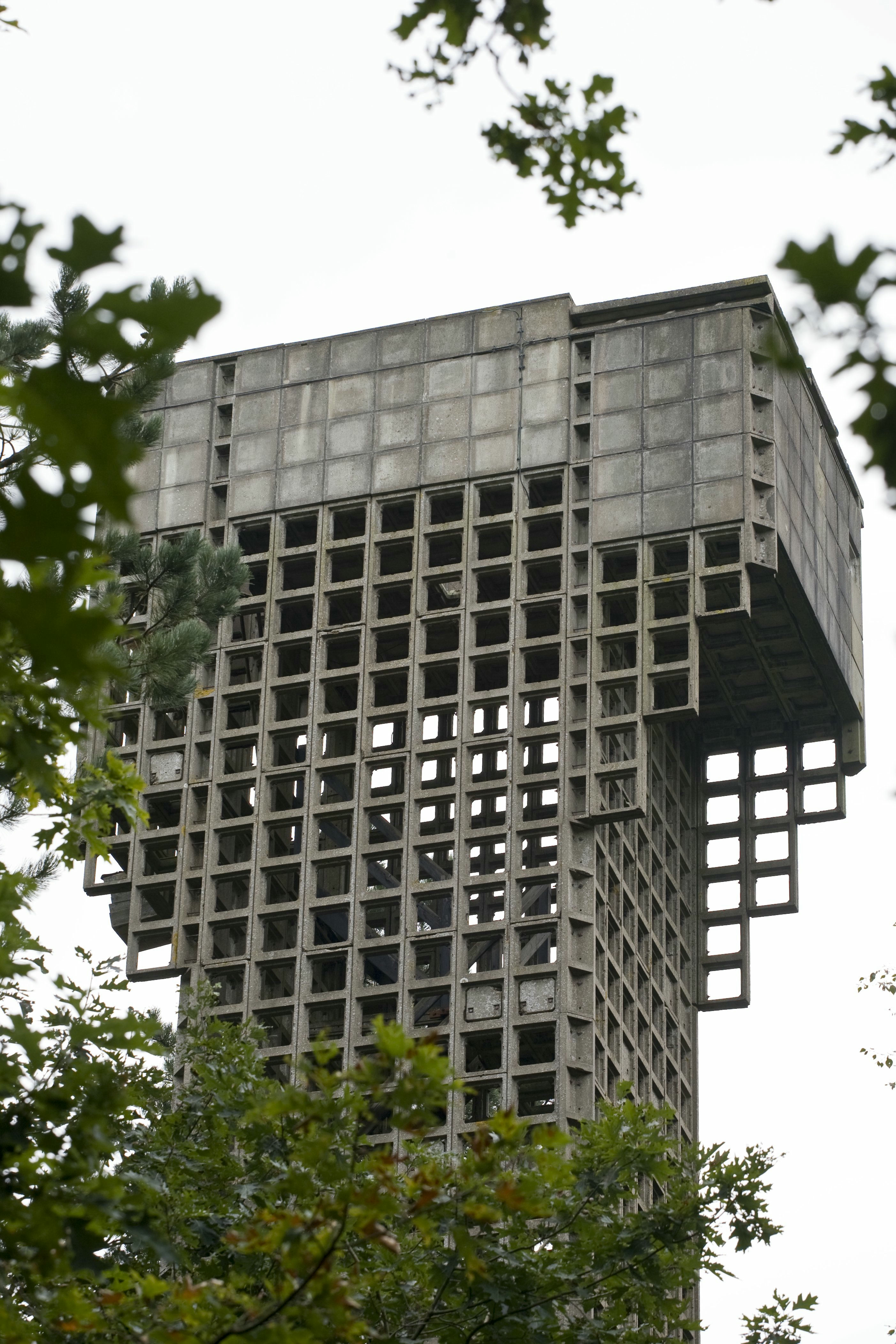
Спостережна вежа
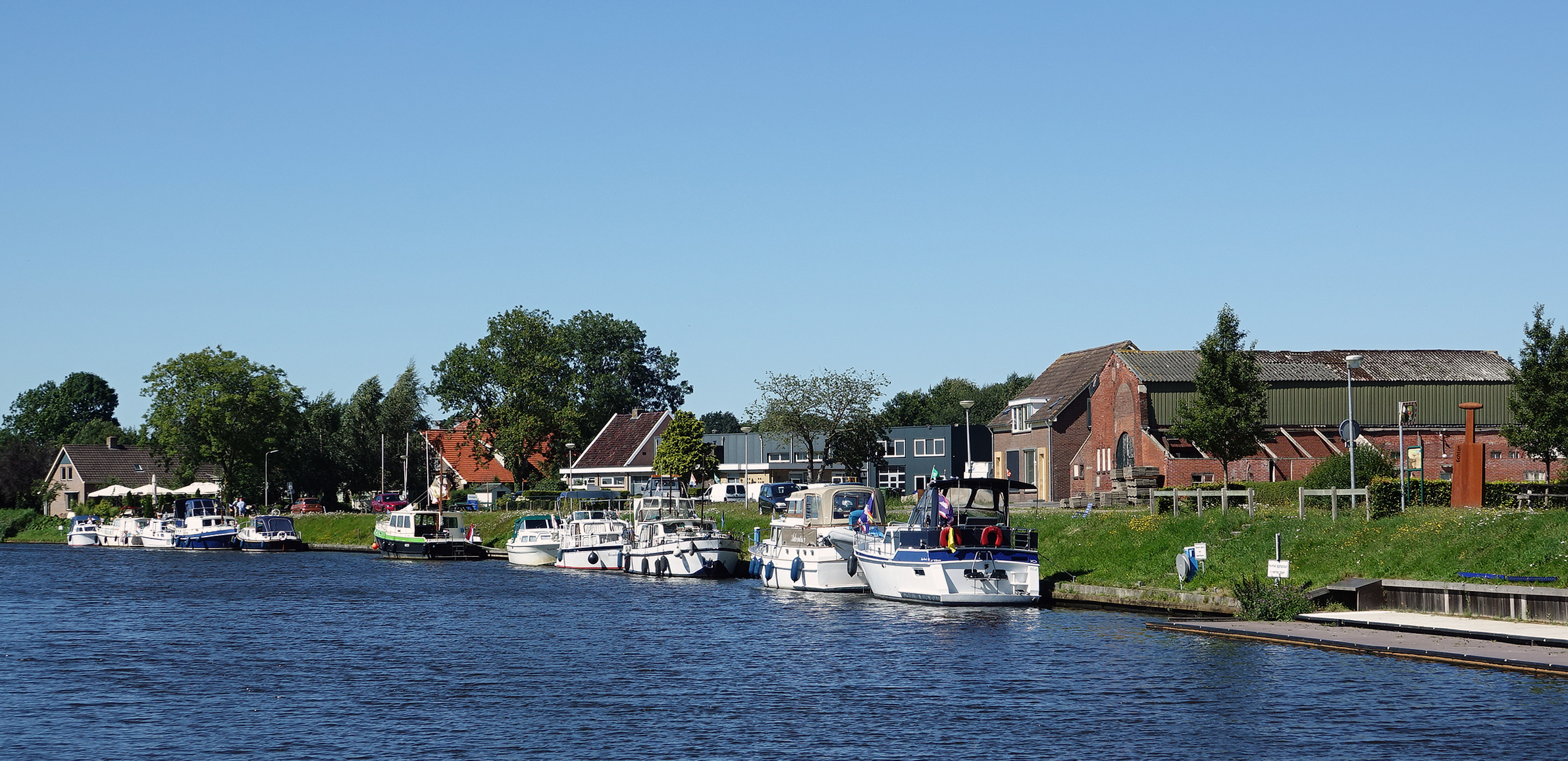
Гавань в Ехтені
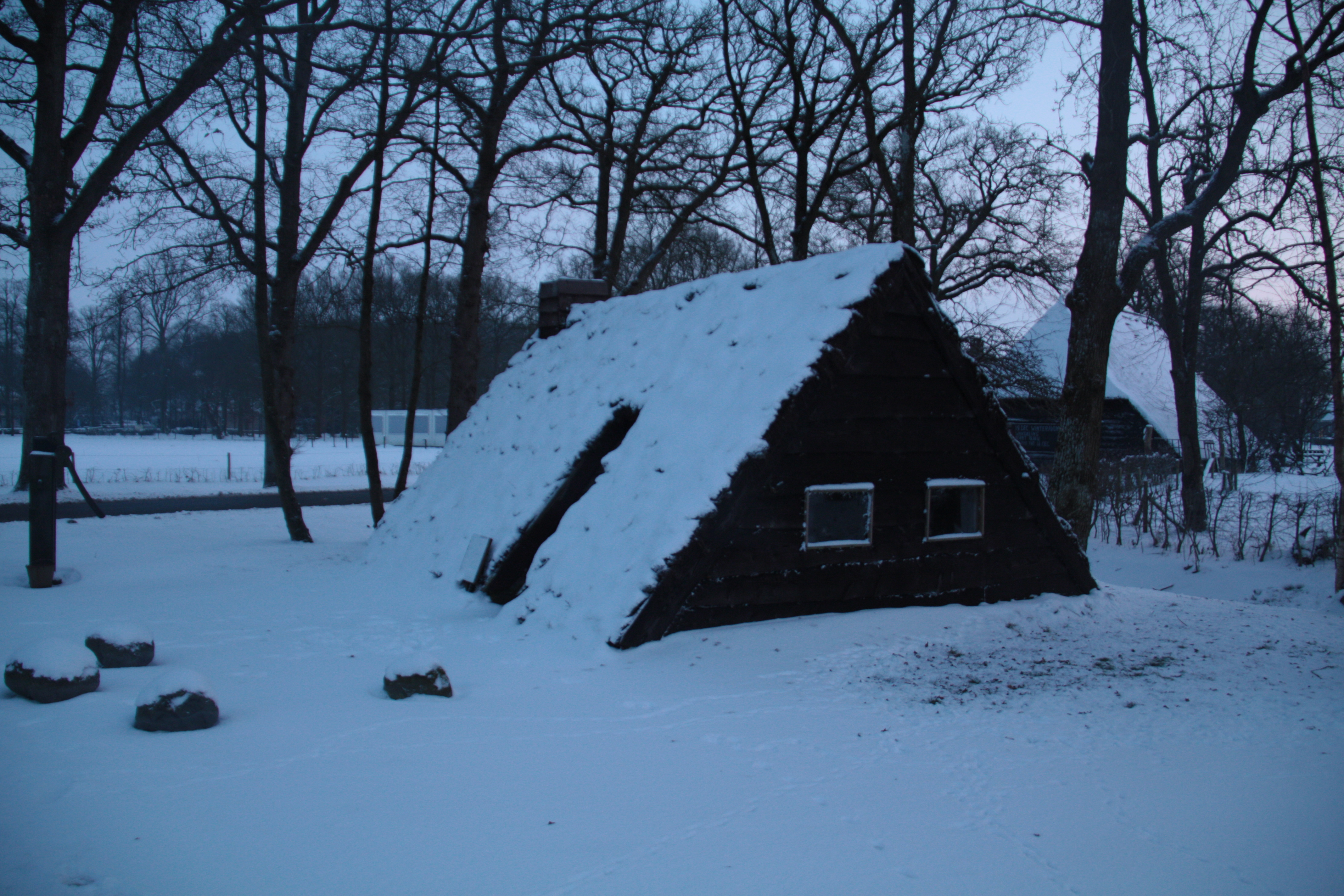
Напівземлянка в Ехтені